# Ręka

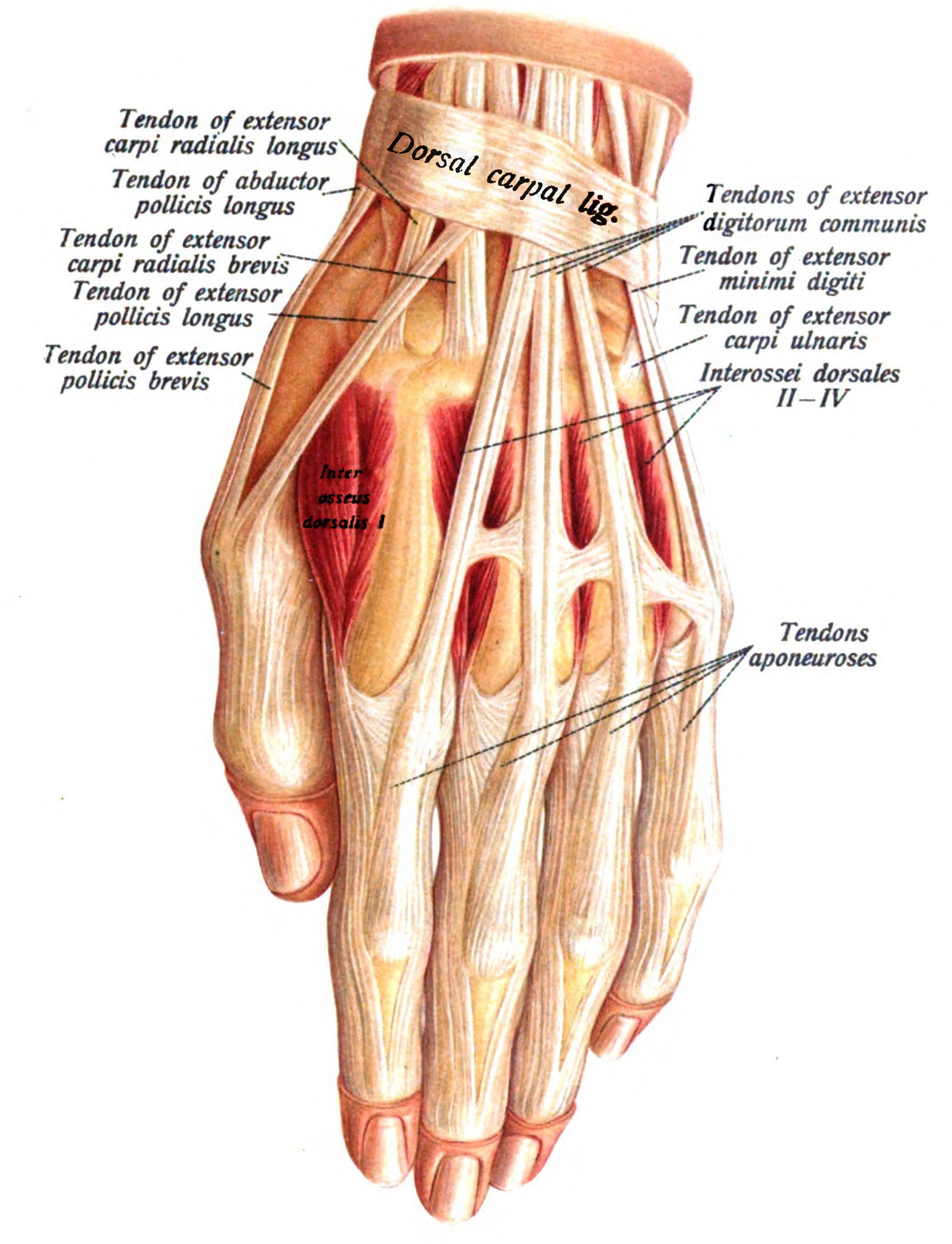
Ilustracja anatomiczna ręki człowieka z opisem

Ręka (łac. manus) – obwodowa, dystalna część kończyny piersiowej kręgowców, w węższym znaczeniu naczelnych, autopodium, składająca się z trzech, licząc od części proksymalnej, odcinków:
- nadgarstek (carpus)
- śródręcze (metacarpus)
- palce (digiti, od łac. digitus – palec)

W języku potocznym często rękę nazywa się dłonią, zaś terminu ręka używa się do określenia całej kończyny górnej. W ujęciu anatomicznym w ręce wyróżnia się powierzchnię dłoniową ręki (wewnętrzną, czyli dłoń) oraz powierzchnię grzbietową ręki. W anatomii topograficznej ręki wyróżnia się kierunki: dłoniowy (skierowany do przodu), grzbietowy (skierowany do tyłu), łokciowy (skierowany do kości łokciowej i palca małego) oraz promieniowy (skierowany do kości promieniowej i kciuka).

## Kości
Ręka człowieka składa się z 27 kości. Kości nadgarstka są ułożone w dwóch rzędach: bliższym (kości łódeczkowata, księżycowata, trójgraniasta i grochowata) oraz dalszym (kości czworoboczna większa, czworoboczna mniejsza, główkowata i haczykowata). Kości z rzędu bliższego łączą się z kośćmi przedramienia, natomiast kości z rzędu dalszego łączą się z kośćmi śródręcza. Kości śródręcza łączą się z kośćmi palców (do których należą paliczki bliższe, środkowe i dalsze).

## Stawy[7]
- staw promieniowo-nadgarstkowy
- staw śródnadgarstkowy
- stawy międzynadgarstkowe
- stawy nadgarstkowo-śródręczne
- stawy międzyśródręczne
- staw nadgarstkowo-śródręczny kciuka
- stawy śródręczno-paliczkowe
- stawy międzypaliczkowe ręki

## Więzadła[8]
- więzadła międzynadgarstkowe – łączące kości nadgarstka
  - więzadła międzynadgarstkowe głębokie/wewnętrzne – należą do nich więzadła międzykostne (ang. interosseus intercarpal ligaments),
  - więzadła międzynadgarstkowe powierzchowne – należą do nich więzadła znajdujące się po stronach grzbietowej i dłoniowej.
- więzadła kości palców – łączące paliczki i wzmacniające pochewki ścięgien palców
  - więzadła pierścieniowate (ang. anular ligaments) – pięć więzadeł (A1-A5) o stałym przebiegu,
  - więzadła skośne (ang. cruciform ligaments) – trzy więzadła (C1-C3) o zmiennym przebiegu.